# Lengnau (Berno)
Lengnau, Lengnau bei Biel (fr. Longeau) – gmina (niem. Einwohnergemeinde) w Szwajcarii, w kantonie Berno, w regionie administracyjnym Seeland, w okręgu Biel/Bienne.  

## Demografia
W Lengnau mieszka 5 316 osób. W 2020 roku 27,2% populacji gminy stanowiły osoby urodzone poza Szwajcarią.

## Współpraca
Miejscowości partnerskie:
- Lengnau, Argowia
- Monteroni di Lecce, Włochy
- Strakonice, Czechy

## Transport
Przez teren gminy przebiegają autostrada A5 oraz drogi główne nr 5 i nr 252.